# بيت عبيد (مذيخرة)

تعديل مصدري - تعديل

بيت عبيد محلة تابعة لقرية المنزل، التابعة لعزلة حمير بمديرية مذيخرة إحدى مديريات محافظة إب في الجمهورية اليمنية. بلغ تعداد سكانها 23 حسب تعداد اليمن لعام 2004.